# 윤진미
윤진미(1960년~)는 대한민국에서 태어나 국제적으로 활동하는 캐나다의 예술가이다. 시민권, 문화, 도덕, 젠더, 역사, 시민 의식, 성욕과 관련된 테마를 탐구하기 위하여 퍼포먼스, 사진, 비디오를 활용하는 시각 예술가이다.
윤진미의 작품은 그녀가 탐구하는 복잡한 주제에 대한 시각적인 병치 안에서 유머와 아이러니를 사용하는 것으로 유명하다. 캐나다인의 정체성의 전형적인 구조에 도전하는 사진 시리즈인 《수버니어스 오브 더 셀프》(Souvenirs of the Self')와 몸, 도시, 역사의 연관성을 탐구하는 비디오 설치 작품인 《더 드리밍 컬렉디브 노스 노 히스토리》(The Dreaming Collective Knows No History)가 주요 작품이다.
1985년에 브리티시컬럼비아 대학교에서 문학 학사 학위를 받았고, 1990년에 에멀리 카 예술 대학에서 회화 학사 학위를 , 1992년에 컨커디어 대학교에서 회화 석사 학위를 받았다. 현재 벤쿠버에 거주하면서 작업하고 있으며 사이먼 프레이저 대학교의 현대 미술 대학에서 강의하고 있다.